# Trachymene conferta
Trachymene conferta är en flockblommig växtart som först beskrevs av Dc., och fick sitt nu gällande namn av Charles Gaudichaud-Beaupré och George Bentham. Trachymene conferta ingår i släktet Trachymene och familjen flockblommiga växter. Inga underarter finns listade i Catalogue of Life.